# Bellonella rubistella
Bellonella rubistella is een zachte koraalsoort uit de familie Alcyoniidae. De koraalsoort komt uit het geslacht Bellonella. De wetenschappelijke naam van de soort werd in 1936 gepubliceerd door Elisabeth Deichmann.